# Passione ardente
Passione ardente (Dramatic School) è un film del 1938 diretto da Robert B. Sinclair.

## Trama
Louise Mauban vorrebbe diventare un'attrice e frequenta di la Scuola d'Arte Drammatica di Parigi. Per mantenersi, deve però lavorare in fabbrica. Le sue compagne di scuola cominciano a sospettare che le storie che lei racconta su una vita vissuta nel lusso, con un ricco e nobile fidanzato, siano solo fantasie che inventa per alleviare la mediocrità del suo quotidiano. Nana, allora, invita maliziosamente l'amica alla sua festa di compleanno, invitando pure il marchese André, il supposto fidanzato di Louise. Ma André, quando conosce la ragazza, ne resta incantato. La menzogna si trasforma così in realtà: il nobile comincia a fare la corte a Louise e la porta fuori ogni sera, riempiendola di regali. Però la loro storia finisce quando André si innamora di un'altra donna e rompe con Louise. Quando Nana lo viene a sapere, si intenerisce e la consola: le due giovani diventano amiche.
Intanto, Madame Therese, un'attrice non più giovane che insegna alla scuola, non ottiene il ruolo di Giovanna d'Arco in una nuova commedia, perché le viene rinfacciato di non avere più l'età giusta. Amareggiata, ha uno scatto d'ira contro Louise quando questa arriva tardi in classe e minaccia di espellerla. Le due donne si ritrovano insieme fuori dalla classe e, con sorpresa di Therese, Louise la ringrazia: le dice che per diventare una buona attrice, dovrà soffrire, coltivare ogni genere di emozione come del resto, è successo alla stessa Madame quando era giovane. Therese annuncia allora che accetterà un altro ruolo, più maturo e più adatto a lei: quello di Giovanna d'Arco andrà a Louise. La sera del debutto, la giovane Giovanna ottiene un grandissimo successo e tutto il pubblico si alza in piedi, tributandole una standing ovation.

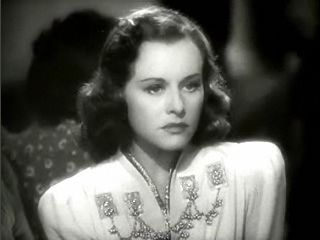
Paulette Goddard (Nana)

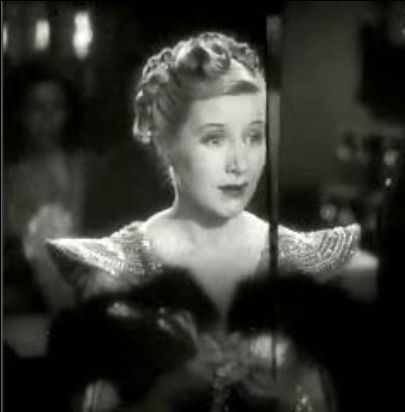
Genevieve Tobin (Gina)

## Produzione
Il film fu prodotto dalla MGM.

## Distribuzione
Distribuito dalla MGM, il film uscì nelle sale il 9 dicembre 1938.

### Data di uscita
IMDb
- USA	9 dicembre 1938
- Ungheria	5 aprile 1939
- Danimarca	10 luglio 1939
- Finlandia	22 ottobre 1939

Alias
- Dramatic School	USA (titolo originale)
- Dramatiki sholi	Grecia
- Passione ardente	Italia
- Színiiskola	Ungheria
- Tyttöjä alle 20:n	Finlandia